# In My Father's House
In My Father's House è un album discografico di Richie Furay, pubblicato dall'etichetta discografica Calvary Chapel Music nel 1997.

## Tracce

### CD]
1. Hallel – 4:02 (Richie Furay, Scott Sellen)
2. In My Father's House – 5:05 (Richie Furay, Scott Sellen)
3. Peace That Passes All Understanding – 4:10 (Richie Furay, Scott Sellen)
4. Wake Up My Soul – 2:59 (Richie Furay, Scott Sellen)
5. We Have Come to Worship You – 4:07 (Richie Furay, Scott Sellen)
6. The Love I Now Possess – 3:59 (Scott Sellen)
7. Give Thanks to the Lord – 4:21 (Richie Furay, Scott Sellen)
8. I Will Bless the Name of the Lord – 3:23 (Richie Furay, Scott Sellen)
9. Man of Many Sorrows – 4:18 (Richie Furay, Scott Sellen)
10. Send Me Lord – 4:04 (Scott Sellen)

Edizione CD del 2004, pubblicato dalla Friday Music (8-29421-10122-2)
1. Hallel – 4:02 (Richie Furay, Scott Sellen)
2. In My Father's House – 5:05 (Richie Furay, Scott Sellen)
3. Peace That Passes All Understanding – 4:10 (Richie Furay, Scott Sellen)
4. Wake Up My Soul – 2:59 (Richie Furay, Scott Sellen)
5. We Have Come to Worship You – 4:07 (Richie Furay, Scott Sellen)
6. The Love I Now Possess – 3:59 (Scott Sellen)
7. Give Thanks to the Lord – 4:21 (Richie Furay, Scott Sellen)
8. I Will Bless the Name of the Lord – 3:23 (Richie Furay, Scott Sellen)
9. Man of Many Sorrows – 4:18 (Richie Furay, Scott Sellen)
10. Send Me Lord – 4:04 (Scott Sellen)
11. Hallel – 5:17 (Richie Furay, Scott Sellen) – Traccia bonus - Registrato dal vivo al The Fox Theatre di Boulder, Colorado
12. Wake Up My Soul – 3:56 (Richie Furay, Scott Sellen) – Traccia bonus - Registrato dal vivo al The Fox Theatre di Boulder, Colorado
13. In My Father's House – 5:08 (Richie Furay, Scott Sellen) – Traccia bonus - Registrato dal vivo al The Fox Theatre di Boulder, Colorado

## Musicisti
- Richie Furay - voce, chitarra, cori
- Chris Lenzinger - chitarra acustica, chitarra elettrica
- Rusty Young - chitarra steel, dobro
- Scott Sellen - banjo
- Sam Bush - fiddle, mandolino
- Hank Singer - fiddle
- Pete Wasner - pianoforte acustico, organo B-3
- Steve Conn - organo B-3, accordion
- Don Garber - tastiere
- Michael Rhodes - basso
- Dennis Holt - batteria
- Jesse Furay - cori (brano: Give Thanks to the Lord)
- Brenda Harp - cori (brano: Give Thanks to the Lord)
- Celeste Krenz - cori (brano: Give Thanks to the Lord)
- Mark Oblinger - cori (brano: Give Thanks to the Lord)
- Richie Furay - cori (brano: Give Thanks to the Lord)

Hallel (brano bonus) / Wake Up My Soul (brano bonus) / In My Father's House (brano bonus)
- Richie Furay - voce, chitarra acustica
- Ed Edwards - voce, chitarra acustica
- Brenda Harp - voce
- Dennis Holt - batteria
- Jim Fletcher - basso
- Don Garber - tastiere
- Randy Rigby - chitarra elettrica
- John Macy - chitarra steel
- Scott Sellen - banjo

Note aggiuntive
- Randy Rigby e John Macy con Richie - produttori
- Registrazioni effettuate al Quad Studios di Nashville, Tennessee (Stati Uniti)
- John Macy - ingegnere delle registrazioni
- Chris Diminick - assistente ingegnere delle registrazioni
- Sovraincisioni effettuate al Calvary Chapel Studios e al Kerr/Macy Studios, Denver, Colorado
- Tom Payetta e Mark Oblinger - ingegneri addizionali
- Mixaggio effettuato da John Macy al Kerr/Macy Studios di Denver, Colorado
- Mastering effettuato da Randy LeRoy al Final Stage di Nashville, Tennessee
- Sean Rafferty - art direction e design copertina album
- Kevin Duke, Scott Sellen, Vince Rodriguez e Sean Rafferty - foto copertina album [1]